# Ola Forsberg
Ola Forsberg, född 7 december 1930, död 17 januari 2018, var en svensk fotbollsspelare (högerback).
Forsberg kom från Skellefteå och representerade Djurgårdens IF i Allsvenskan 1955/1956–1957/1958 och gjorde sammanlagt 38 allsvenska matcher (inga mål) för klubben.
På en Alfabild från 1956 beskrivs han som en slitstark spelare med god kondition, samt hård och brytsäker.